# Sonntagberg
Sonntagberg este un târg cu 3.900 loc. în districtul Amstetten din Austria Inferioară, el fiind un important loc de pelerinaj pentru enoriașii catolici.

## Date geografice
Sonntagberg este situat pe cursul lui Ybbs în regiunea Mostviertel din Niederösterreich. Din suprafața comunei 29,11 procente sunt acoperite de pădure.
Din punct de vedere cadastral:    comunitatea Sonntagberg constă din două comune care au avut în anul 2001 în:
- Böhlerwerk (0,66 km², 1.246 loc.)
- Sonntagberg (17,77 km², 3.032 loc.)

Comuna Böhlerwerk cuprinde localitățile:
- Baichberg (88 loc.)
- Bruckbach (478 loc.)
- Gleiß (367 loc.)
- Rosenau am Sonntagberg (1.111 loc.)
- Rotte Wühr (241 loc.)
- Sonntagberg (565 loc.)

Centrul administrativ este în Rosenau am Sonntagberg.

## Galerie de imagini

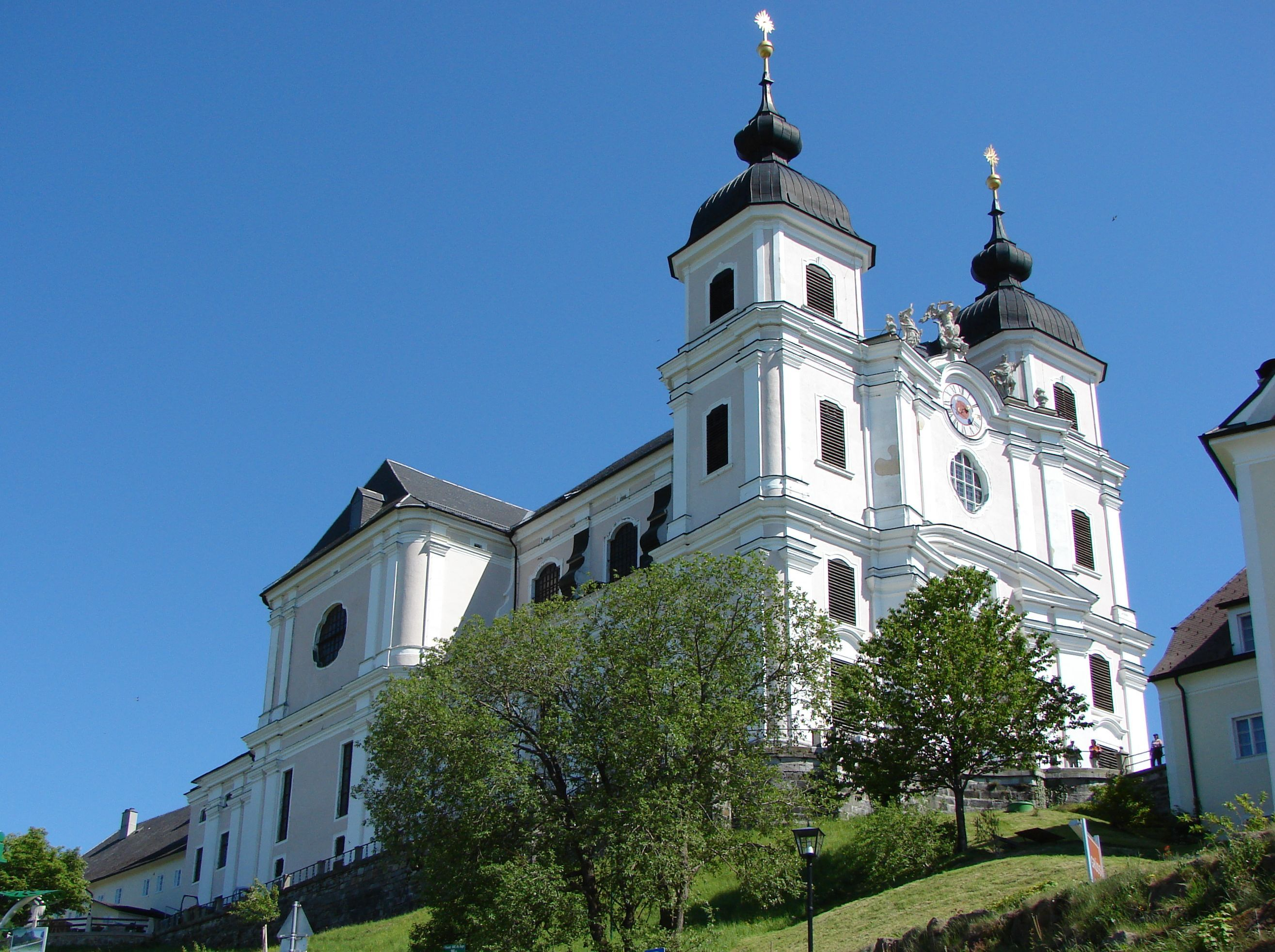
Bazilica Sonntagsberg
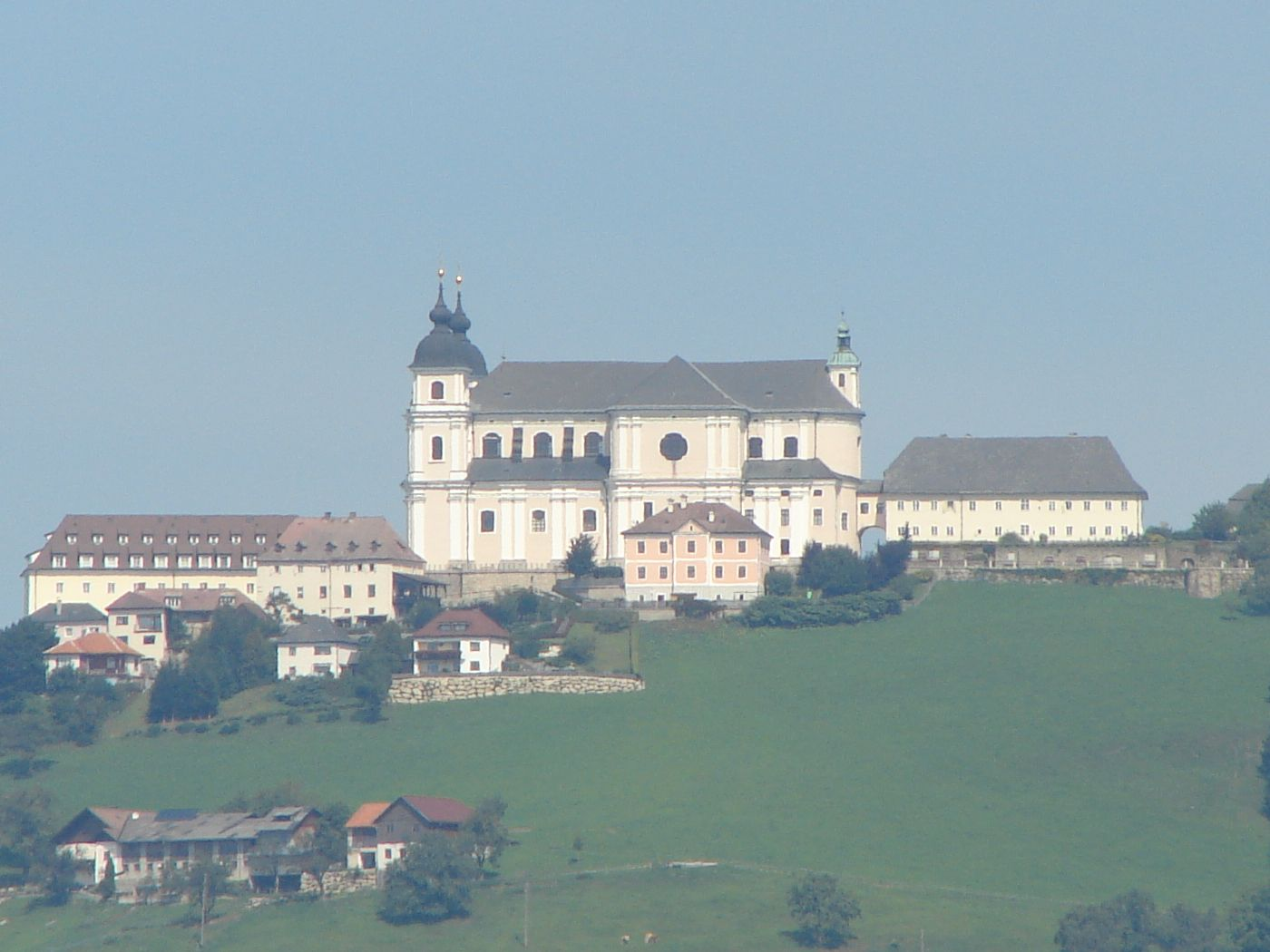
Văzută de la Waidhofen an der Ybbs